# Hunter Doohan
 Hunter Doohan  (sinh ngày 19 tháng 1 năm 1994) là một diễn viên người Mỹ. Anh được biết đến với vai diễn trong phim truyền hình Your Honor và Wednesday.

## Đầu đời
Doohan lớn lên "khắp miền nam" nhưng chủ yếu ở Fort Smith, Arkansas. Anh bắt đầu quan tâm đến diễn xuất thông qua các chương trình sân khấu của trường trung học và cộng đồng, sau khi tốt nghiệp trung học, anh thực tập tại Elizabeth Barnes Casting ở Los Angeles trước khi làm nhiều công việc hàng ngày bao gồm phụ hồ, bồi bàn và hướng dẫn viên du lịch Universal Studios trong khi học diễn xuất và thử vai cho các bộ phận.

## Sự nghiệp
Vai diễn đột phá của Doohan là đóng nhân vật Warren Cave phiên bản trẻ tuổi của Aaron Paul trong mùa đầu tiên của phim truyền hình Truth Be Told trên kênh Apple TV+, tiếp theo là xuất hiện với vai Adam Desiato trong phim Your Honor. Năm 2022, anh đóng vai Tyler Galpin trong phim Wednesday trên kênh Netflix.

## Đóng phim

### Phim truyền hình
| Năm  | Tựa phim                | Vai diễn          | Ghi chú                   |
| ---- | ----------------------- | ----------------- | ------------------------- |
| 2015 | Coffee House Chronicles | Owen              | Tập: "Jail Bait"          |
| 2015 | The Other Client List   | Lemonade Man      | Tập: "Responsible Bianca" |
| 2018 | Westworld               | Confederado Scout | Tập: "Virtù e Fortuna"    |
| 2019 | Schooled                | Matt Ryan         | Tập: "Be Like Mike"       |
| 2019 | Truth Be Told           | Teenage Warren    | 8 tập                     |
| 2019 | What/If                 | Tyler             | Tập: "What Ghosts"        |
| 2020 | Your Honor              | Adam Desiato      | 10 tập                    |
| 2022 | Wednesday               | Tyler Galpin      | 8 tập                     |

### Phim điện ảnh
| Năm  | Tựa phim           | Vai diễn   | Ghi chú |
| ---- | ------------------ | ---------- | ------- |
| 2018 | Soundwave          | Ben Boyles |         |
| 2019 | Where We Disappear | Ivan       |         |

## Đời tư
Doohan là con trai của vận động viên quần vợt người Úc Peter Doohan. Anh đã kết hôn với nhà sản xuất Fielder Jewett từ tháng 6 năm 2022.